# Matice srbská

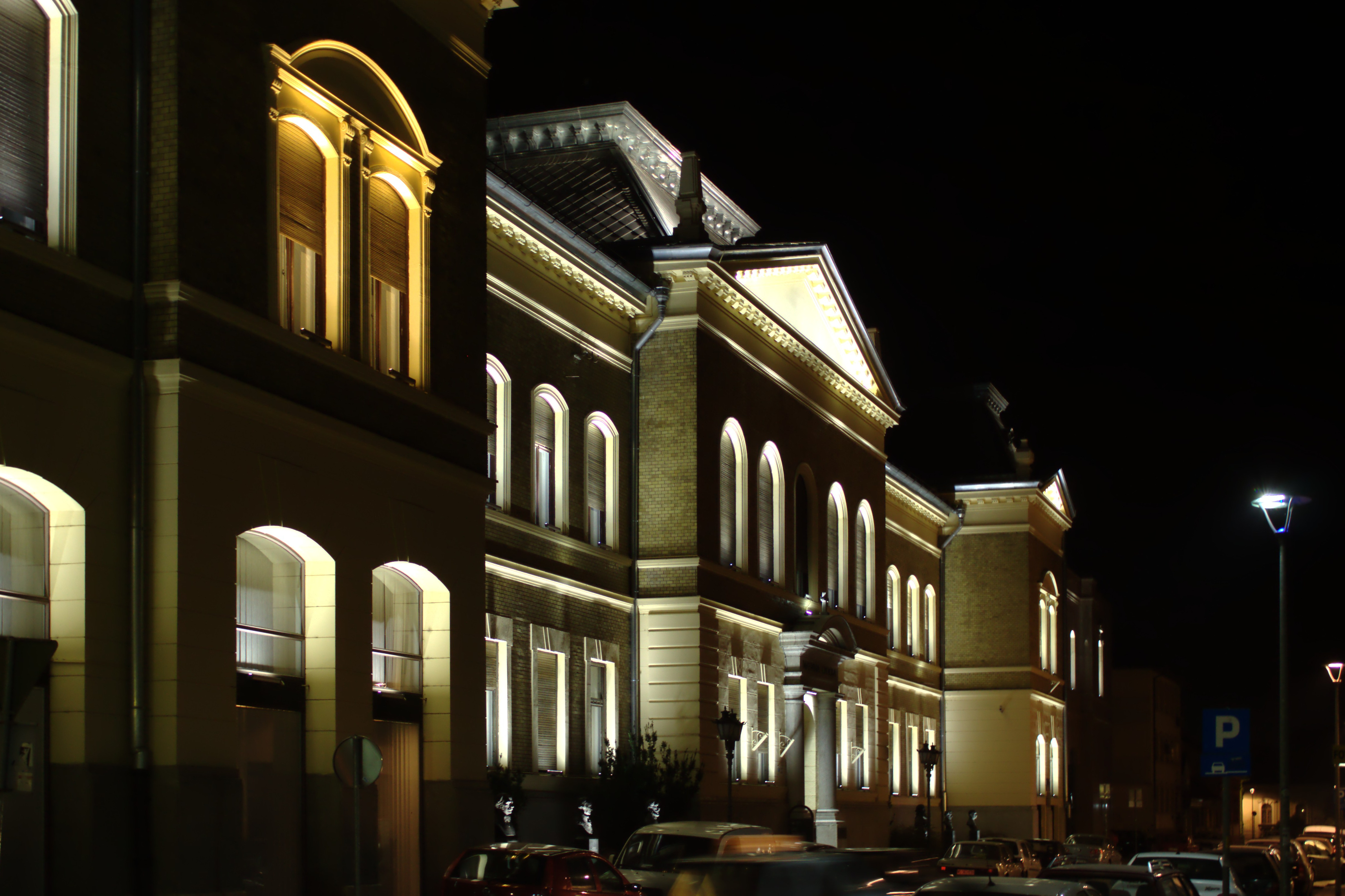
Sídlo Matice srbské v Novém Sadu

Matice srbská (v srbštině Матица српска/Matica srpska) je nejstarší srbskou kulturní a vzdělávací institucí. Založena byla v únoru 1826 v Pešti a poté v roce 1864 přemístěna do Nového Sadu, kde sídlí dodnes.
Matice srbská byla založena jako peněžní fond, který měl zajistit vydávání srbského letopisu (založen již v roce 1824) a srbských knih. Aktivity Matice však později tato očekávání daleko překročily a myšlenka podobných organizací se rozšířila do řady dalších zemí, které byly součástí Rakousko-Uherska.
Prvním představitelem Matice srbské byl vzdělanec Jovan Hadžić a členy Matice byla řada významným vzdělaných srbských osobností, mezi které patřil např. Miloš Obrenović, Sava Tekelija či Petar II. Petrović-Njegoš. Mezi zakladatele Matice patřili také Ðorđe Stanković, Josif Milovuk, Jovan Demetrović, Gavrilo Bozitovac, Andrija Rozmirović a Petar Rajić.
V roce 1912 byla dokončena současná budova Matice srbské, která se nachází v centrální části Nového Sadu. Samotná instituce sídlí v monumentální budově podle návrhu Momcsilló Tapaviczy od roku 1928, do té doby plnila budova účely sirotčince při SPC.
V současné době Matice srbská disponuje ve své knihovně 3,5 miliony publikací a má cca 2000 spolupracovníků. Pod jménem Matice vycházejí v Srbsku mnohé publikace, neboť instituce má i vlastní vydavatelství. Má vlastní galerii, která schraňuje obrazy srbských malířů 18. a 19. století. Tyto sbírky jsou vystaveny veřejnosti v Galerii Matice srbské.

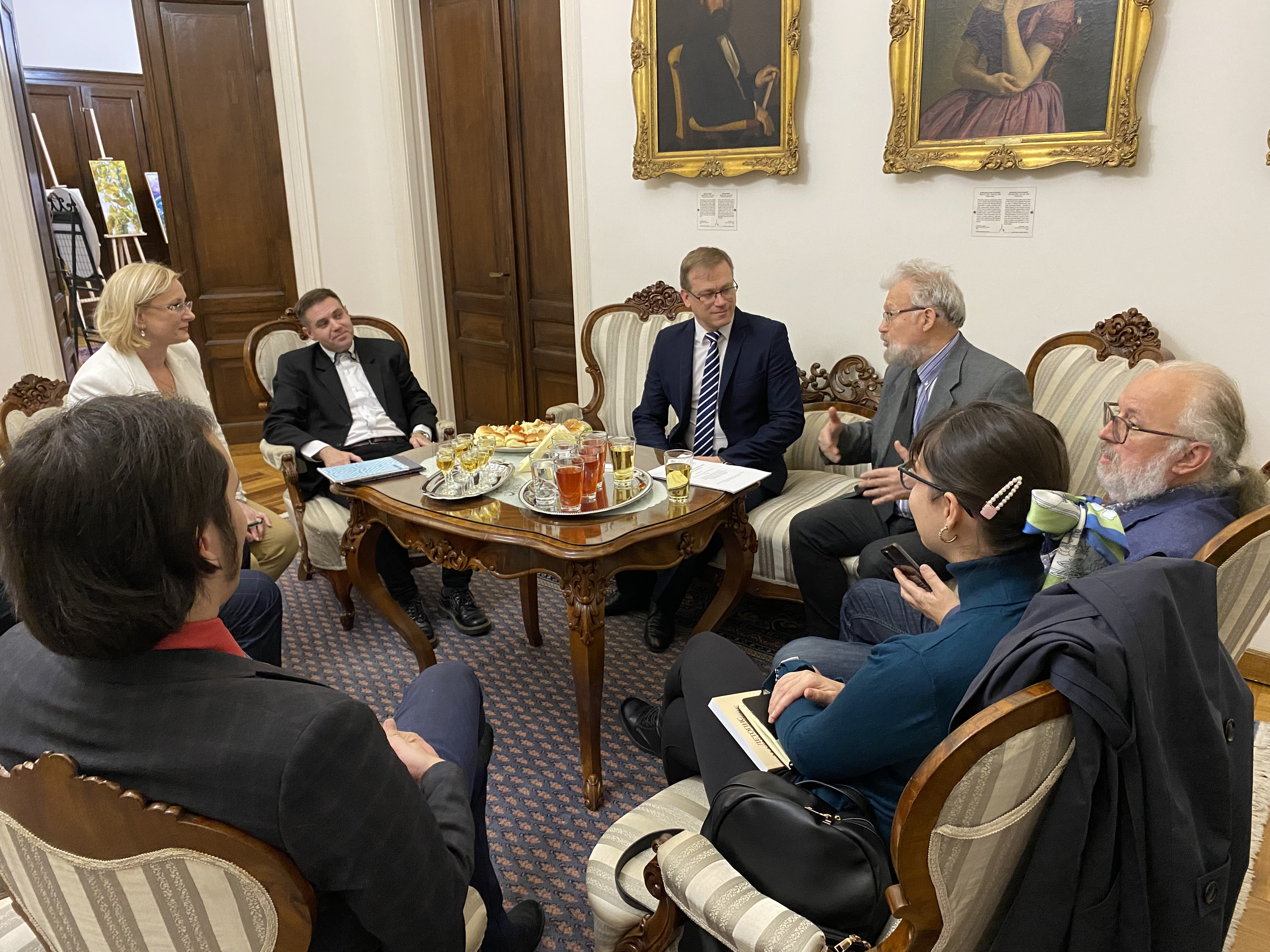
Delegáce Matice slovenské v Matici Srbské

Již od svého vzniku vydávala Matice periodikum s názvem Serbski letopis' (dnes Letopis Matice srpske), což byl jediný srbský časopis, vydávaný v tehdejším Uhersku.